# Total War Saga: Thrones of Britannia
Total War Saga: Thrones of Britannia (укр. Тотальна війна Сага: Трони Британії) — комп'ютерна гра, що поєднує в собі елементи жанрів покрокової стратегії і RTS. Дванадцята частина серії Total War, технічно заснована на дев'ятій грі серії Total War: Attila, — і перша гра в серії Total War Saga. Гра розроблена студією Creative Assembly, видавцем виступив Sega. Реліз відбувся 3 травня 2018 року. На гру діє вікове обмеження 16+. Версії гри для macOS і Linux від компанії Feral Interactive вийшли в світ 24 травня 2018 року і 7 червня 2018 року, відповідно.
Дія гри починається в 878 році нашої ери на території Британських островів. Ігровий контент, за допомогою різних подій, охоплює період приблизно до 1066 року.
Цей історичний період обраний тому, що на момент виходу гри був популярний в медіасередовищі завдяки серіалам та документальним фільмам.
Компанія Creative Assembly зобов'язалася передати чверть отриманої від попередніх замовлень прибутку на користь фонду War Child UK, що займається захистом, освітою і боротьбою за права дітей, постраждалих в ході військових конфліктів.

## Геймплей
На відміну від Total War: Attila, на якій технічно заснована Total War Saga: Thrones of Britannia, гра отримала ряд характерних змін.
Їжа. Механіка їжі опрацьована більш глибоко порівняно з Total War: Attila. Тепер їжу споживають і загони.
Постачання військ.  Кожна армія має індикатор постачання, який підвищується, коли армія знаходиться в стані грабежу або на дружній території, і знижується, коли знаходиться на ворожій або нейтральній території. При повному зниженні індикатора постачання армії починає зазнавати небойових втрат. Прообразом цієї механіки служить механіка згуртованості армії, яка була присутня в грі Total War: Attila.
Релігія. Релігійна механіка гри, що була присутня в Total War: Attila, тут відсутня. Як стверджують розробники, це пов'язано з тим, що на Британських островах було відсутнє сильне поширення язичництва у зв'язку з навалою вікінгів, і останні, зрештою, звернулися в християнство.
Санітарія. Ця механіка гри, присутня в Total War: Attila, відсутня.

## Доступні для гравця фракції
Гравцеві доступні 10 фракцій з 53, об'єднані в 5 культурних груп: велика язичницька армія (Королівство Східна Англія і Королівство Нортумбрія), морські вікінги (Королівство Судреяр і Королівство Дублін), гели (Королівство Мзс і Королівство Киркенн), валлійці (Королівство Гвинед і Королівство Стратклайд) і англосакси (Королівство Уессекс і Королівство Мерсія).

## Історичні консультанти
Історичним консультантом для Total War Saga: Thrones of Britannia виступив доктор Ніл Макгіган з Сент-Ендрюського університету, який надав розробникам багато історичного матеріалу з північної Британії та Шотландії і навіть матеріали недавніх відкриттів.

## Доповнення
- «Кров, піт і списи» (додає в гру такі ефекти, відрубання кінцівок, кров, і т. д.). Дата випуску: 29 серпня 2018 року.[15]

## Оцінки
В основному критики поставилися до нового проекту The Creative Assembly прихильно, проте вказали і на деякі недоліки, які присутні в грі Total War Saga: Thrones of Britannia, на їхню думку.
Середня оцінка, виставлена на сайті Metacritic і заснована на 11 англомовних рецензіях різних ігрових видань, дорівнює 77 балів зі 100.

## Системні вимоги
Мінімальні системні вимоги
- ОС: Windows 7
- Процесор: Intel Core 2 Duo 3 GHz
- 5 GB оперативної пам'яті
- 30 GB на жорсткому диску
- Відеокарта: NVIDIA GTX 460 1 GB, AMD Radeon HD 5770 1 GB або Intel HD 4000 @720p

Рекомендовані системні вимоги
- ОС: Windows 7 / 8 (8.1)/ 10 64Bit
- Процесор: Intel Core i5-4570 3.20GHz
- 8 GB оперативної пам'яті
- 30 GB на жорсткому диску
- Відеокарта: NVIDIA GeForce GTX 770 4GB або AMD Radeon R9 290X 4GB @1080p